# Кубаньово
Кубаньово (словац. Kubáňovo) — село, громада округу Левіце, Нітранський край. Кадастрова площа громади — 12.06 км².
Населення 259 осіб (станом на 31 грудня 2018 року).

## Історія
Кубаньово згадується 1236 року.

## Населення
| Рік:            | 1994. | 2004.    | 2014.   | 2024.    |
| --------------- | ----- | -------- | ------- | -------- |
| Кількість осіб: | 336   | 296      | 286     | 251      |
| Різниця:        |       | -11,90 % | -3,37 % | -12,23 % |

| Рік:            | 2023. | 2024.   |
| --------------- | ----- | ------- |
| Кількість осіб: | 261   | 251     |
| Різниця:        |       | -3,83 % |